# European Heart Journal
European Heart Journal (skrót: EHJ, Eur Heart J) – wiodące naukowe czasopismo kardiologiczne o zasięgu międzynarodowym, wydawane od 1980. Oficjalny organ Europejskiego Towarzystwa Kardiologicznego (ang. European Society of Cardiology - ESC). Tygodnik.
EHJ jest jednym z 11 czasopism Europejskiego Towarzystwa Kardiologicznego poświęconych badaniom nad układem sercowo-naczyniowym. Wydawcą jest brytyjski Oxford University Press. Czasopismo publikuje oryginalne, recenzowane prace kliniczne oraz niekliniczne na temat wszystkich aspektów działania i chorób układu sercowo-naczyniowego. Publikowane są także artykuły redakcyjne, materiały edukacyjne, recenzje i oceny techniczne. 
Redaktorem naczelnym (ang. editor-in-chief) „European Heart Journal" jest Thomas F. Lüscher związany z Uniwersytetem Zuryskim. W skład rady redakcyjnej (ang. editorial board) wchodzą profesorowie kardiologii głównie z USA oraz różnych państw europejskich, w tym z Polski (Piotr Ponikowski, Michał Tendera, Adam Torbicki).
Pismo ma współczynnik wpływu impact factor (IF) wynoszący 24,889 (2018) oraz wskaźnik Hirscha równy 244 (2017). W międzynarodowym rankingu SCImago Journal Rank (SJR) mierzącym wpływ, znaczenie i prestiż poszczególnych czasopism naukowych „European Heart Journal" zostało sklasyfikowane na 3. miejscu (zaraz za „Journal of the American College of Cardiology" oraz „Circulation") wśród czasopism z dziedziny kardiologii i medycyny sercowo-naczyniowej (na podstawie średniej liczby ważonych cytowań w latach 2013–2015). W polskich wykazach czasopism punktowanych przez Ministerstwo Nauki i Szkolnictwa Wyższego czasopismo otrzymywało w latach 2013-2016 maksymalną liczbę punktów, po 50.